# Alquería (Colombia)
Productos Naturales de la Sabana S.A.S  bajo la marca Alquería, es una compañía colombiana productora de lácteos. Fundada en 1959, en la actualidad cuenta con 7 plantas procesadoras y 21 centros de distribución a lo largo del país, convirtiéndola en una de las compañías privadas de mayor compra de leche y productos de origen lácteo en Colombia.

## Historia
Fundada por Jorge Cavelier Jiménez y su hijo Enrique Cavelier Gaviria, Alquería nació con el propósito de llevar nutrición a los colombianos a través de sus productos lácteos especialmente la leche.
En 1959 se adquiere la primera planta de pasteurización en el municipio de Rionegro, Antioquia. Pero en el mismo año se traslada a Cajicá, Cundinamarca donde se coordinaron las primeras operaciones de la empresa. En 1963 tras la adquisición de maquinaria moderna, Alquería presenta al mercado el envase de cartón parafinado que revolucionó la forma de empacar leche en el país.
Para el año de 1995 se inició el proyecto “larga vida” con el cual se convirtió en la planta más moderna y de mayor capacidad del área andina nacional. Y de igual manera se comenzó la diversificación de sus productos, pues en el mismo año se lanzaron productos como: chocoleche, jugos citrus, entre otros.
Para el año 2001 se realizó una reestructuración lo que conllevó al cambio de su razón social, lo que llevó a la compañía a llamarse “Productos naturales de la sabana S.A. Alquería”
En la actualidad la compañía ha realizado la adquisición de diferentes empresas y formalizado alianzas estratégicas con otras, para consolidarse como una de las organizaciones empresariales de más influencia en el mercado lácteo colombiano.

## Programa de Nutrición
El programa de nutrición es una iniciativa que ha beneficiado a miles de familias en Colombia mediante donaciones, campañas de sensibilización y distintos frentes de trabajo para reducir la pobreza, el hambre y la desnutrición. 
Hace parte del compromiso de la compañía en la lucha contra la pobreza extrema y el hambre, en 2009 Alquería se unió con el Grupo y Fundación Éxito, el Grupo y Fundación Nutresa, Unilever y la ANDI para fundar la Asociación de Bancos de Alimentos de Colombia (ABACO), que reúne a 19 bancos de alimentos a nivel nacional. Hoy, Carlos Enrique Cavelier, Coordinador de Sueños de Alquería, es parte activa de la junta directiva de ABACO. 
En los últimos 5 años se han donado más de 9.735.237 litros de leche a 15 bancos de alimentos en 12 ciudades de Colombia.

## Reconocimientos
- Premios Portafolio en la categoría de Responsabilidad Social Empresarial